# Белов, Аркадий Степанович
Арка́дий Степа́нович (в наградном листе — Андреевич) Бело́в (1917—1982) — старший лейтенант Рабоче-крестьянской Красной Армии, участник Великой Отечественной войны, Герой Советского Союза (1943).

## Биография
Аркадий Белов родился 1 марта 1917 года в городе Златоуст (ныне — Челябинская область) в рабочей семье. После окончания неполной средней школы и школы фабрично-заводского ученичества был рабочим. В 1938—1940 годах проходил службу в Рабоче-крестьянской Красной Армии. В 1942 году повторно был призван в Красную Армию. С сентября 1942 года — на фронтах Великой Отечественной войны. К сентябрю 1943 года младший лейтенант Аркадий Белов командовал взводом 931-го стрелкового полка 240-й стрелковой дивизии 38-й армии Воронежского фронта. Отличился во время битвы за Днепр.
30 сентября 1943 года взвод Белова форсировал реку в районе села Лютеж Вышгородского района Киевской области Украинской ССР. Закрепившись на её западном берегу, на следующий день они отразили восемь контратак противника. Плацдарм удерживался взводом в течение одиннадцати суток, что позволило переправить через Днепр подразделения полка. 11 октября 1943 года был ранен во время рукопашной схватки.
Указом Президиума Верховного Совета СССР от 13 ноября 1943 года младший лейтенант Аркадий Белов был удостоен высокого звания Героя Советского Союза с вручением ордена Ленина и медали «Золотая Звезда».
После окончания войны в звании старшего лейтенанта Белов был уволен в запас. Проживал и работал в Челябинске.
Умер 18 декабря 1982 года. Похоронен на Градском кладбище.
На стене дома в г. Челябинске, где Герой жил с 1968 по 1982 годы, в его честь установлена мемориальная доска. В июне 2010 года новой улице в Тракторозаводском районе Челябинска было присвоено имя Аркадия Белова.
Был также награждён орденом Красного Знамени и рядом медалей.